# Coleford
Coleford är en stad och civil parish i  distriktet Forest of Dean i Gloucestershire i England. Orten har 8 359 invånare (2011).